# Le Parcq Churchyard
Le Parcq Churchyard is een begraafplaats gelegen in de Franse plaats Le Parcq (Pas-de-Calais). De militaire graven worden onderhouden door de Commonwealth War Graves Commission.
De begraafplaats telt 1 geïdentificeerd Gemenebest graf uit de Tweede Wereldoorlog.